# Krepšinio klubas Lietkabelis
Il K.K. Lietkabelis è una società cestistica avente sede nella città di Panevėžys, in Lituania. Fondata nel 1993, gioca nel campionato lituano.
Disputa le partite interne nel Cido Arena, che ha una capacità di 5.656 spettatori.

## Roster 2021-2022
Aggiornato al 10 novembre 2021.
|    | Naz.                | Ruolo | Sportivo               | Anno | Alt. | Peso |  |
| -- | ------------------- | ----- | ---------------------- | ---- | ---- | ---- |  |
| 3  | Lituania (bandiera) | AP    | Tadas Vaičiūnas        | 1999 | 200  | 92   |  |
| 4  | Serbia (bandiera)   | P     | Nikola Radičević       | 1994 | 197  | 95   |  |
| 5  | Grecia (bandiera)   | GA    | Panagiōtīs Kalaitzakīs | 1999 | 200  | 92   |  |
| 9  | Lituania (bandiera) | P     | Karolis Giedraitis     | 1998 | 194  | 85   |  |
| 10 | Lituania (bandiera) | AP    | Vytenis Lipkevičius    | 1989 | 198  | 98   |  |
| 12 | Lituania (bandiera) | C     | Gabrielius Maldūnas    | 1993 | 204  | 105  |  |
| 13 | Lituania (bandiera) | P     | Kristupas Žemaitis     | 1996 | 192  | 89   |  |
| 14 | Lettonia (bandiera) | C     | Kaspars Bērziņš        | 1985 | 213  | 102  |  |
| 17 | Lituania (bandiera) | A     | Gediminas Orelik       | 1990 | 200  | 105  |  |
| 18 | Lituania (bandiera) | AG    | Grantas Vasiliauskas   | 1999 | 204  | 105  |  |
| 33 | Lituania (bandiera) | P     | Dovydas Giedraitis     | 2000 | 193  | 93   |  |
| 41 | Serbia (bandiera)   | C     | Đorđe Gagić            | 1990 | 211  | 125  |  |

### Staff tecnico
| Allenatore: | Nenad Čanak                        |
| Assistente: | Laimonas Eglinskas, Simas Juraitis |

## Cestisti
- Noah Dahlman 2014-2015

## Palmarès
- Challenge Cup di Lega Baltica: 1

2011-2012